# Badia Hadj Nasser
Badia Hadj Nasser (* 8. Mai 1938 in Tanger) ist eine marokkanische Schriftstellerin und Psychoanalytikerin.
Sie lebt wechselweise in Paris und Tanger. Sie ist Autorin des 1985 erschienenen Romans Le voile mis à nu (Der abgeworfene Schleier). Dieses Buch beschreibt das marokkanische Bürgertum in Tanger und das Leben einer sich emanzipierenden jungen Frau. 
In der Folgezeit widmete sie sich der Psychoanalyse sowohl in der klinischen Anwendung als auch auf der Ebene der Forschung. Sie wirkte vornehmlich an den Arbeiten zu Les mille et une nuits (Tausendundeine Nacht) mit, veröffentlicht in Corps écrit, l'Arabie heureuse, PUF, 1989. Sie verfasste ebenfalls einen Text mit dem Titel La fascination de la virginité et sa résonance dans le corps des femmes immigrées (Die Faszination der Jungfräulichkeit und ihre Resonanz in der Gruppe der eingewanderten Frauen) in Espace-Temps et Traces de ’exil, Grenoble, La Pensée Sauvage, 1991. Parallel dazu schrieb sie u. a. zahlreiche Novellen.

## Werke
- Le Voile mis à nu. Roman. Éditions de l’Arcantère, Paris 1985, ISBN 2-86829-008-6.
- Les hedonistes. Sammlung von Novellen. Éditions de la Guette, 2009.